# Isabel la Negra
Isabel Luberza Oppenheimer (Ponce, Puerto Rico, 23 de julio de 1901-ibídem, 4 de enero de 1974), más conocida como "Isabel la Negra", fue una puertorriqueña dueña de dos burdeles, uno en el barrio de San Antón y otro en el barrio de Maragüez, en Ponce. Su nombre y su burdel, Elizabeth's Dancing Club, se convirtieron en parte del folclore puertorriqueño tanto durante su vida como póstumamente.

## Primeros años y juventud
Isabel Luberza Oppenheimer nació en el barrio de San Antón de Ponce, Puerto Rico, el 23 de julio de 1901. Aparte de su negocio como madama, bien documentado en muchos periódicos puertorriqueños como El Nuevo Día y El Vocero , no se sabe mucho sobre sus primeros años de vida. Una versión ampliamente difundida es que Isabel se fue de casa cuando era una adolescente para vivir con un hombre rico solo para descubrir que estaba casado. Otra versión dice que salió y se casó con un hombre mucho mayor, un estadounidense rico. Una historia bien investigada y documentada de su vida es presentada por el prominente abogado penalista y empresario José Ángel “Chiro” Cangiano. En su documental jurídico "Receso del Tribunal: Vivencias Judiciales de Jose Angel Cangiano", desacredita esas historias y documenta la verdadera historia de Isabel: como una joven de la clase baja pobre de Ponce, Isabel se enamoró del hijo de un rico propietario de una casa de clase alta en la ciudad donde su madre trabajaba como empleada doméstica. El elegante caballero, un joven abogado, le devolvió el amor de varias maneras, incluida la compra de una casa donde luego disfrutaría de su cocina y ocasionalmente también invitaría a sus amigos profesionales, incluyendo abogados, jueces y fiscales, para socializar con sus esposas. Su romance, sin embargo, terminaría abruptamente cuando Isabel, caminando por el centro con su prima Norma, reconoció a su novio adinerado paseando en una caravana nupcial tras casarse con otra chica de la clase alta de Ponce, sin previo aviso. Emocionada por la experiencia y "en un baño de lágrimas", Isabel le dijo a su prima Norma que "el hombre que a partir de ese día quiera entrar a mi casa tendrá que pagar una tasa". Así se desarrollaron los inicios de Isabel como famosa madama de burdeles.

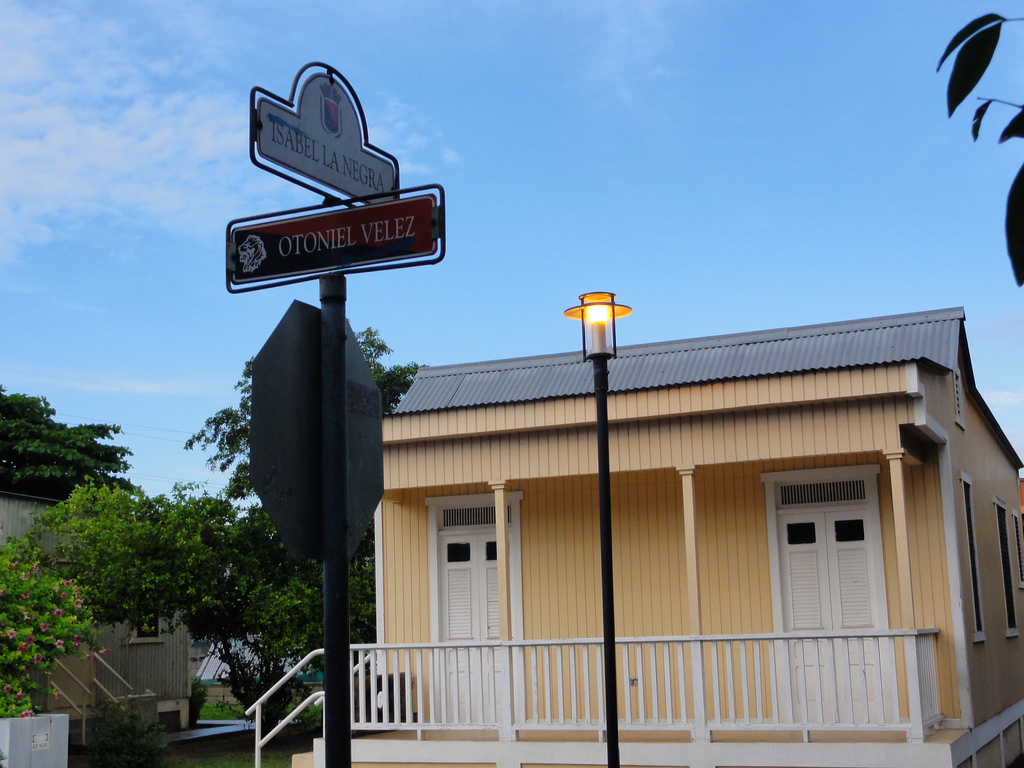
Cartel de la calle Isabel la Negra en el Barrio San Antón

## Negocios y carrera
Desde finales de la década de 1930 hasta mediados de la de 1960, fue propietaria y operó dos burdeles en el municipio de Ponce. En ese momento la prostitución era tolerada en Puerto Rico. Sus burdeles supuestamente fueron visitado por políticos, empresarios y clérigos, aunque esto permanece sin confirmar.
Apodada por el público Isabel la Negra, se autoproclamó "Madame" de sus locales. Isabel tenía dos prostíbulos: uno en el barrio de San Antón y otro en el barrio de Maragüez. Algunas fuentes afirman que, si bien sus negocios de burdeles la hicieron bastante rica, la Iglesia Católica no aceptó sus donaciones debido a su pasado y la naturaleza de su profesión; pero otros afirman que ella hizo muchas contribuciones significativas y bien recibidas a la Iglesia Católica en Ponce.

## Muerte

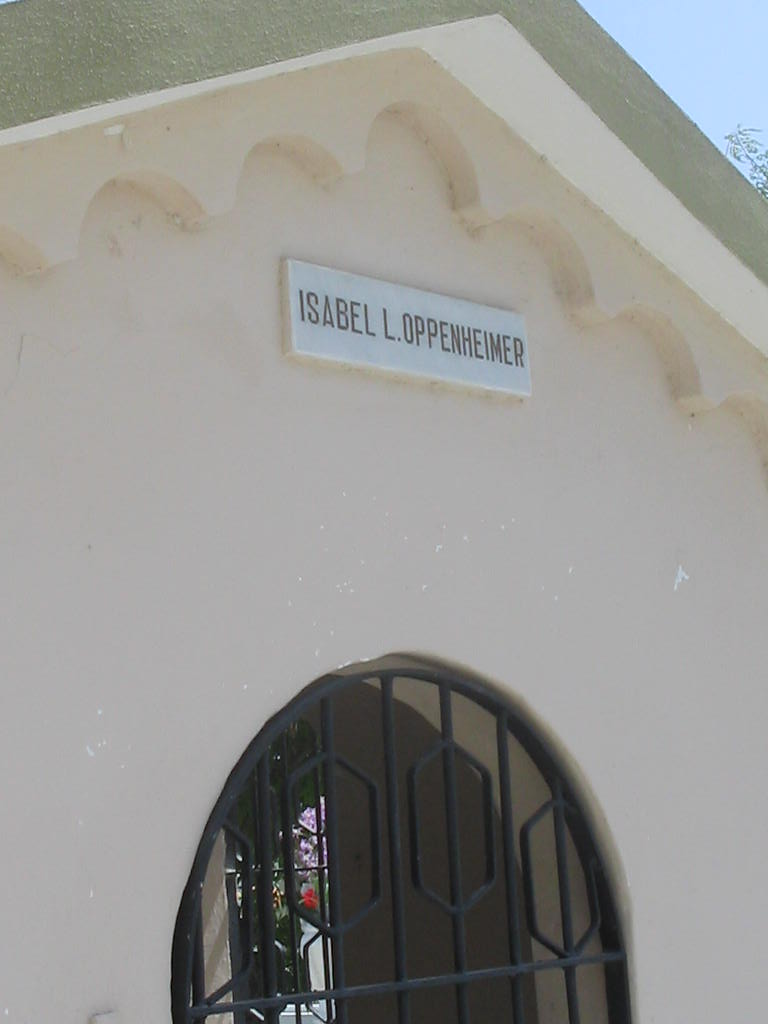
Estructura que alberga la tumba de Isabel La Negra en el Cementerio Civil de Ponce, adyacente al Cementerio Católico San Vicente de Paul

Isabel la Negra fue asesinada a tiros el 4 de enero de 1974, espectadora inocente de un homicidio relacionado con las drogas ocurrido cerca de uno de sus establecimientos. Ella tenía 72 años. Fue enterrada en el Cementerio Civil de Ponce. La Iglesia Católica, a la que supuestamente había apoyado durante muchos años, se negó a aceptar su cuerpo en la Catedral de Ponce como parte de las ceremonias de su entierro. A pesar de ello, y algunos dicen que como consecuencia de ello, más de 13.000 personas asistieron a su funeral.

## Representaciones literarias y mediáticas
Varios de los autores y cineastas más importantes de Puerto Rico se han inspirado en la vida de Isabel la Negra y han realizado obras basadas en sus experiencias. En 1975, Rosario Ferré y Manuel Ramos Otero publicaron dos cuentos sobre Isabel la Negra en la revista literaria Zona de carga y descarga. Estas historias fueron luego reimpresas en colecciones de cuentos de cada autor.
En 1979, se estrenó una película sobre su vida, protagonizada por Míriam Colón como Isabel, con José Ferrer, Raúl Julia, Miguel Ángel Suárez y Henry Darrow. La película se tituló Isabel la Negra y fue dirigida por Efraín López Neris.
En 2006, Mayra Santos-Febres publicó una novela basada en la vida de Isabel la Negra titulada Nuestra Señora de la Noche.

## Legado
Hay una calle en Ponce nombrada en memoria de Isabel La Negra en el Barrio San Antón, al ser esta la comunidad donde nació y creció Isabel Luberza.